# Russische Staatliche Agraruniversität

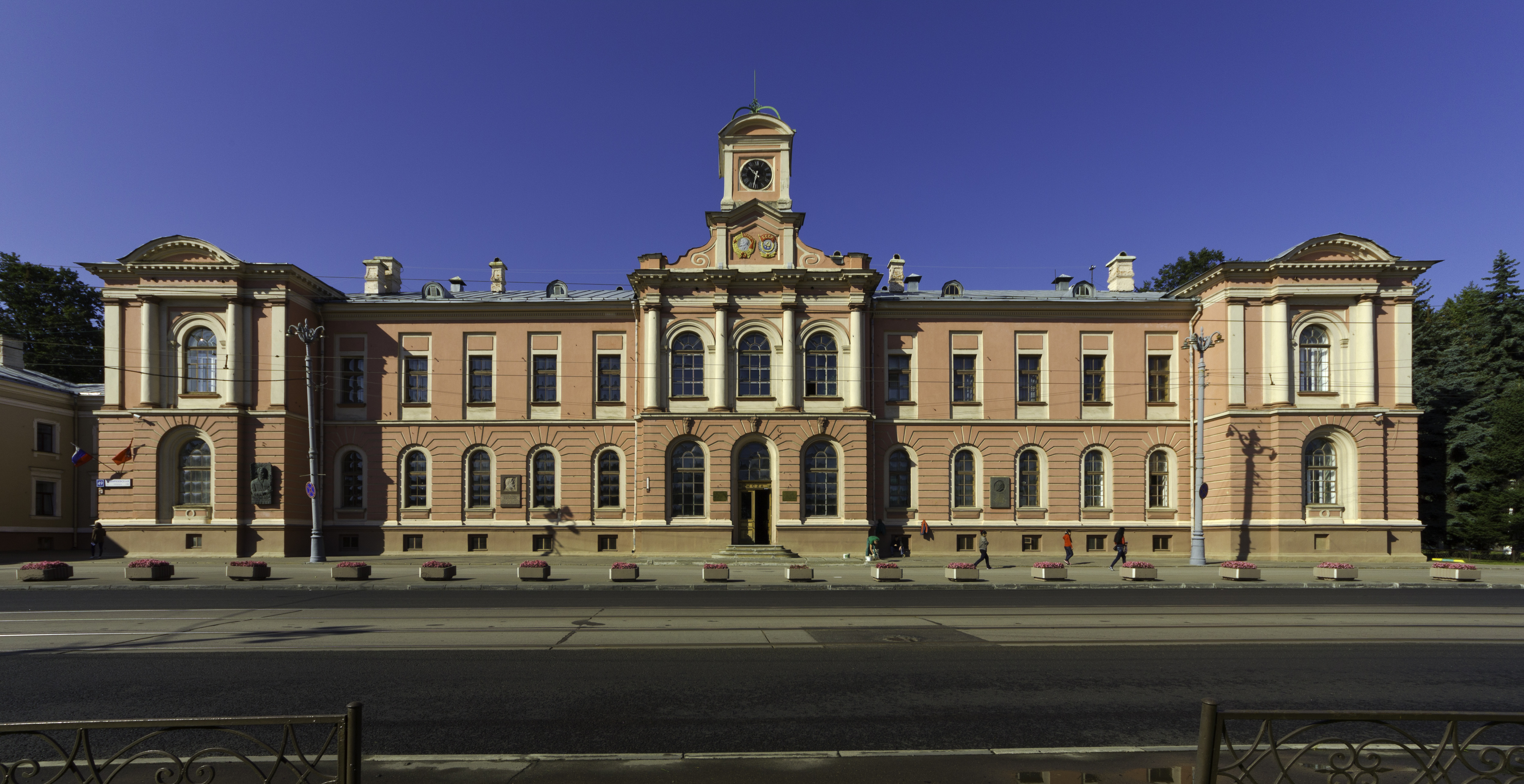
Das Hauptgebäude der Timirjasew-Akademie

Die Russische Staatliche Agraruniversität – Timirjasew-Akademie Moskau (RSAU-TAM; russisch Российский государственный аграрный университет — МСХА им. К. А. Тимирязева; Transliteration: Rossijskaha gosudarstvennyj agrarnyj universitet — MSChA im. K. A. Timirjaseva) ist die älteste landwirtschaftliche Hochschule Russlands; ihr Sitz liegt in Moskau.

## Geschichte

### Zaristisches Russland von 1865 bis 1917
Die Regierungsanordnung vom 3. Dezember 1865 über die Eröffnung der Petrowskojer Land- und Forstwirtschaftsakademie im Norden Moskaus wird als Gründungsdokument der Universität angesehen. Russland benötigte dringend gut ausgebildete Spezialisten, die in der Lage waren, die landwirtschaftliche Produktion auf wissenschaftlicher Basis zu leiten. Zum Studium wurden Hörer aus allen Ständen zugelassen. Anfangs wurden die folgenden Fächer gelehrt: Landwirtschaft, Viehzucht, Veterinärmedizin, Forstwirtschaft, ländliche Bau- und Ingenieurskunst, Technologie der land- und forstwirtschaftlichen Produktion, Geodäsie, Chemie, Physik und Meteorologie, Botanik, Zoologie, Mineralogie, politische Ökonomie und Theologie. In den ersten Jahren war die Akademie nur in eine land- und eine forstwirtschaftliche Abteilung gegliedert, an denen etwa 400 Studenten eingeschrieben waren.
Ende der 1880er Jahre fanden wesentliche Neuregelungen an der Akademie statt. Am 30. Mai 1889 wurde die Verordnung über die Petrowskojer Landwirtschaftsakademie genehmigt, die die Liquidation der Forstwirtschaftsabteilung bedeutete. Am 12. März folgte die Annahme einer neuen Satzung, auch wenn sie hauptsächlich der vorherigen glich. Am 1. Februar 1894 schloss die Akademie wegen der revolutionären Unruhen unter den Studenten.
Im Juni 1894 wurde in Petrowsko-Rasumowski das Moskauer Landwirtschaftsinstitut gegründet. Das Institut bestand aus einer Landwirtschafts- und einer Agraringenieursabteilung. Erster Institutsdirektor wurde Physikmagister K. A. Ratschinski. Neben den bereits existierenden Lehreinrichtungen, wie einer Farm, einem Garten, einem Versuchsfeld, einem meteorologischen Observatorium und einer Bibliothek, gab es nun Lehrkabinette für unterschiedliche Spezialfächer. 1896 wurde ein Vegetationshaus errichtet, eine Reihe von Gebäuden erweitert und ein Gaswerk für die Laboratorien erbaut.
Von 1895 bis 1898 wirkte am meteorologischen Observatorium das Mittelrussische Meteorologische Netzwerk, das 10 zentrale Gouvernements umfasste. In dieser Periode entstand auch die Moskauer Zuchtstation. 1903 fanden auf Teilen des Versuchsfeldes erste planmäßige Weizen-, Hafer- und Kartoffelzuchtarbeiten statt. Ab 1905 begann die Erbsenzucht.

### Sowjetzeit von 1917 bis 1992
Nach 1917 wurde der alte Name der Akademie wiederhergestellt, die Satzung und die Organisationsstruktur der Akademie geändert und neue Lehrpläne erstellt. Im Dezember 1923 erfolgte auf Beschluss des Rates der Volkskommissare die Umbenennung in Timirjasew-Akademie für Landwirtschaft nach dem Pflanzenphysiologen Kliment Timirjasew. Seit 1936 besaß die Akademie eine der heutigen ähnelnde Struktur. Das wissenschaftliche Potenzial der Akademie war so groß, dass nach ihrem Muster in Moskau und anderen Städten des Landes 15 weitere Hochschulen und wissenschaftliche Forschungsinstitute gegründet wurden, darunter das Meliorationsinstitut und das Institut für Fischwirtschaft. Am 20. Februar 1940 wurde der Akademie auf Beschluss des Präsidiums des Obersten Sowjets der UdSSR der Leninorden verliehen. Während des Deutsch-Sowjetischen Krieges wurden Studenten und Professoren für Verteidigungsarbeiten in Moskau herangezogen oder ersetzten auf den Kolchosen und Sowchosen Arbeitsstellen von Landarbeitern, die an der Front kämpften. Die Akademie wurde zeitweilig nach Samarkand evakuiert und bezog erst 1943 wieder die Gebäude in Moskau.
1950 nahm der Ministerrat der UdSSR einen Beschluss an, der die Aufgaben der Akademie, ihre Struktur, die Grundlagen der Lehrtätigkeit und Maßnahmen zur Entwicklung der materiellen Basis bestimmte. Zu dieser Zeit stalinistischer Wissenschaft bestimmte der Lyssenko-Streit um die Genetik die sowjetische Diskussion. Die übergeordnete Sowjetische Akademie für Landwirtschaftswissenschaften wies ihr den Status der führenden Agrarhochschule zu. Am 3. Dezember 1965 wurde sie mit dem Orden des Roten Banners der Arbeit ausgezeichnet.

### Ab 1994 in Russland
1994 registrierte das Ministerium für Landwirtschaft der Russischen Föderation die Akademie unter der Bezeichnung Moskauer Landwirtschaftsakademie namens K. A. Timirjasew. 1998 begann die Einrichtung einer Militärfakultät. Die Internationale Assoziation Agroobrasowanije (deutsch Landwirtschaftliche Bildung) wurde 1999 gegründet. Sie ist eine nichtkommerzielle freiwillige Organisation landwirtschaftlicher Bildungseinrichtungen Russlands und der Gemeinschaft Unabhängiger Staaten.
Im Jahr 2004 wurde der Akademie durch das Bildungs- und Wissenschaftsministerium der Russischen Föderation das Recht zugesprochen, mittlere, höhere, postuniversitäre und qualifizierende Ausbildungstätigkeiten in 76 Spezialrichtungen auszuüben. Am 20. Juni 2005 erhielt die Akademie mit Anordnung Nr. 454 der Föderativen Agentur für Landwirtschaft einen neuen akkreditierten Status und ihre heutige Bezeichnung. Es wurden neue Fakultäten und Spezialfächer (zum Beispiel Biologie, Informatik und Marketing) eingerichtet und neue Lehrgebäude, eine Bibliothek, eine Mensa, Wohnheime für Studenten und eine Reithalle gebaut.

## Fakultäten
Zu Universität gehören 11 Fakultäten:
- Agronomische Fakultät
- Fakultät für Tierhaltung
- Fakultät für Obst- und Gemüsebau
- Fakultät für Bodenkunde, Agrochemie und Ökologie
- Geisteswissenschaftlich-Pädagogische Fakultät
- Technologische Fakultät
- Fakultät für Buchführung
- Wirtschaftswissenschaftliche Fakultät
- Fakultät für Fernstudium
- Fakultät für Militärdienst
- Fakultät für Vorhochschulstudium

Die Universität hat eine Filiale in Kaluga mit folgenden Fakultäten:
- Agronomische Fakultät
- Fakultät für Tierhaltung
- Wirtschaftswissenschaftliche Fakultät

### Zentren und Stationen
- Zentrum für intensive Ackerbau und Tierhaltung
- Beratungszentrum „Agrarökologie von Pestiziden und Chemikalien“
- Zentrum für nachhaltige Entwicklung von landwirtschaftlichen Flächen
- Beratungszentrum für landwirtschaftlichen Warenproduzenten von Moskauer Gebiet
- Kinologisches Zentrum „Timirjasewka“
- Zentrum für molekulare Biotechnologie
- Zuchtstation namens P. I. Lisizin
- Feldversuchsstation
- Pflanzenschutzstation
- Zuchtstation namens N. N. Timofejew
- Obststation namens W. I. Edelstein
- Meteorologisches Observatorium
- Vivarium
- Botanischer Garten
- Dendrologischer Garten
- Pferdesportstation
- Waldversuchsstation
- Lehrbetriebe („Mummowskoje“, „namens I. M. Kalinin“, „Druschba“)

### Laboratorien
- Labor für elektronische Mikroskopie
- Labor für agronomische Bodenkunde
- Labor für Mikrobiologie
- Labor für Obstbau
- Labor für Gemüsebau
- Labor für Weinbau
- Labor für Blumenzucht
- Labor für Biophysik und Hydrophobierung von Samen

### Museen
- Gedenkraum für K. A. Timirjasew
- Museum der Universitätsgeschichte

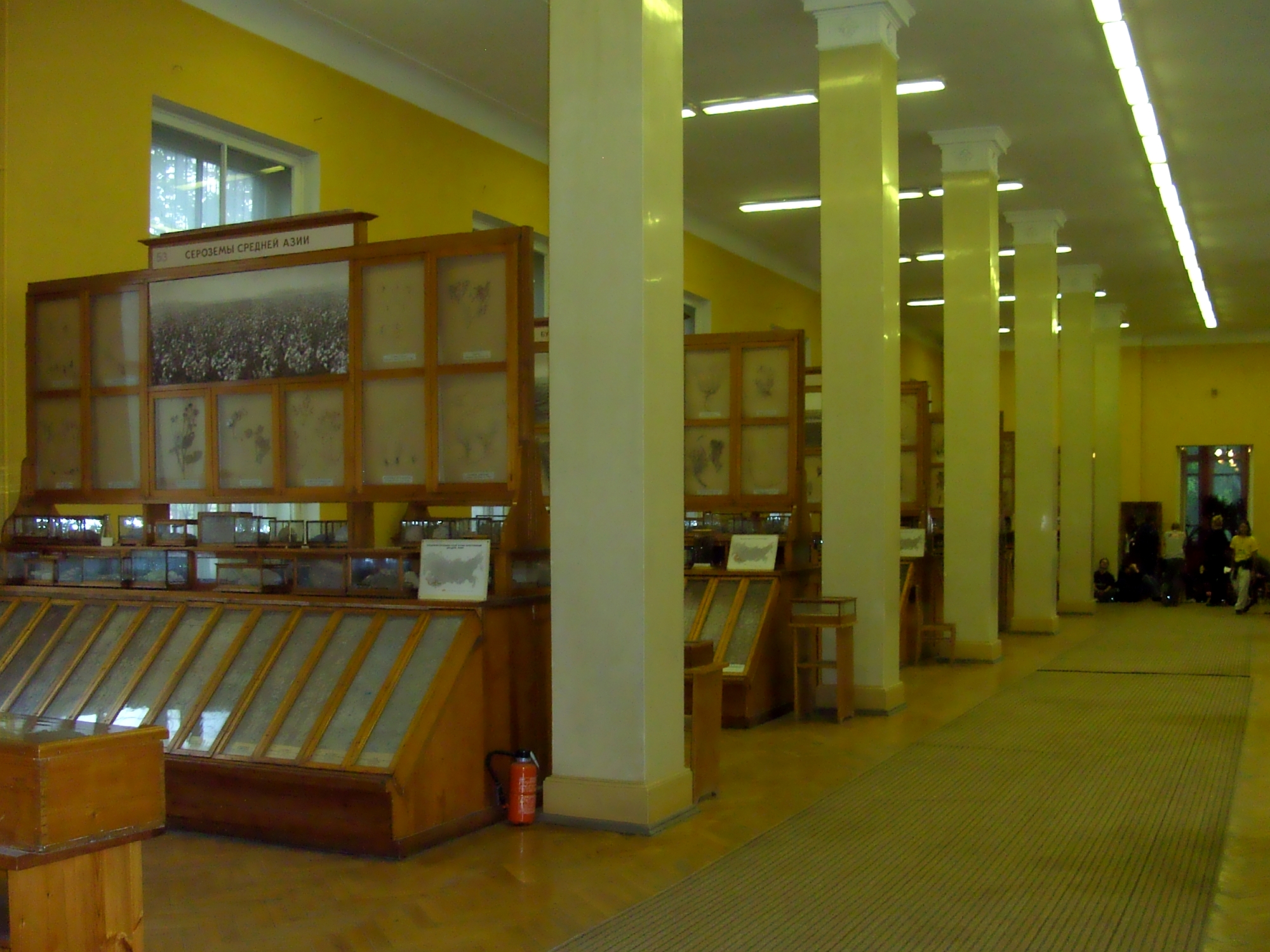
Das Boden-Agronomische Museum W. R. Wiljams

- Museum für Tierhaltung namens E. F. Liskun
- Museum für Pferdezucht
- Boden-Agronomisches Museum namens W. R. Wiljams
- Geologisch-Mineralogisches Museum

### Andere Einrichtungen
- Universitätsbibliothek
- Mensa
- Sportzentrum
- Sprachenzentrum „Lingva“
- Fahrschule
- Studentenheime

## Kooperation mit deutschen Einrichtungen
Die Universität arbeitete u. a. mit der Landwirtschaftlich-gärtnerischen Fakultät der Humboldt-Universität zu Berlin zusammen.